# Perilitus glaucinus
Perilitus glaucinus är en stekelart som beskrevs av Maximilian Spinola 1851. Perilitus glaucinus ingår i släktet Perilitus och familjen bracksteklar. Inga underarter finns listade i Catalogue of Life.